# Can Prat (Llinars del Vallès)
Can Prat és una obra de Llinars del Vallès (Vallès Oriental) inclosa a l'Inventari del Patrimoni Arquitectònic de Catalunya.

## Descripció
Edifici aïllat de planta quadrangular que prové de la reforma i ampliació de l'antiga masia. Al voltant hi ha altres edificis de caràcter agrícola. Es distingeixen tres cossos, el central sobresurt un pis més. Tots dos estan coberts amb teulada a doble vessant. Els laterals tenen una galeria oberta al pis. Les dues façanes tenen un capcer de perfil sinuós i una distribució simètrica d'obertures. La façana està flanquejada per dues torres de planta quadrada i cobertes a quatre vessants.

## Història
La casa actual és fruit d'una reforma i ampliació de finals del segle passat, amb elements formals i decoratius que són representatius del llenguatge eclèctic.
En el fogatge de 1553 apareix esmentat "en Prat" dins el poble de Collsabadell, que forma part actualment del terme municipal de Llinars.